# Otto von Guericke
Otto von Guericke (výslovnost i původní způsob psaní: Gericke; 20. listopadujul./ 30. listopadu 1602greg., Magdeburg – 11. květnajul./ 21. května 1686greg., Hamburk) byl německý fyzik, politik, vědec a vynálezce, zabývající se fyzikou vakua. Jeho významným vynálezem je vývěva.

## Život

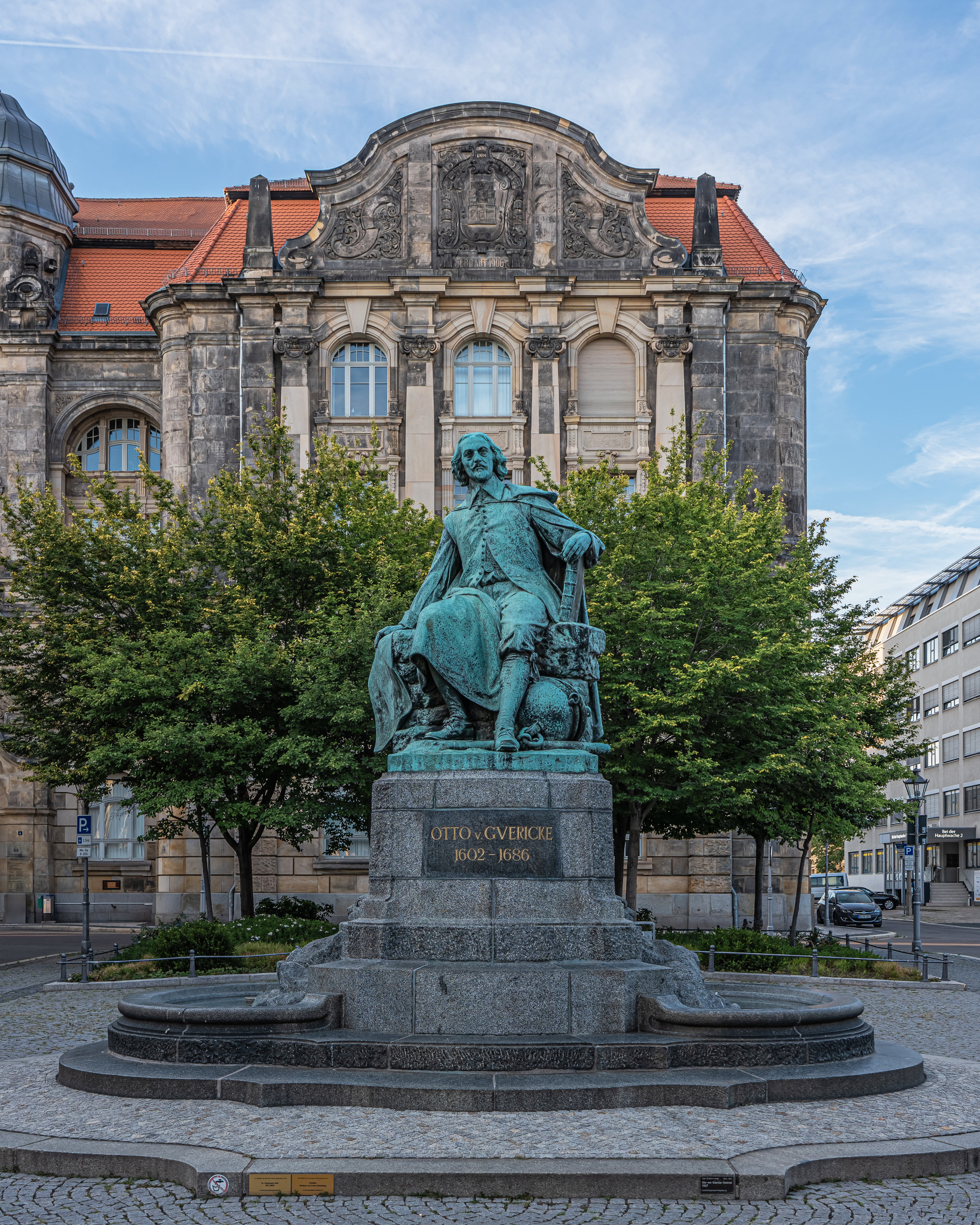
Památník v Magdeburku

Otto Gericke pocházel z bohaté měšťanské rodiny. Byl jediným synem a v duchu rodinné tradice se měl stát magistrátním úředníkem.
Studoval v letech 1617 až 1619 na univerzitě v Lipsku, později v Helmstedtu. Potom odešel do Jeny, kde v letech 1621 až 1623 studoval právo. Nakonec, v letech 1623 a 1624 v Leidenu v Holandsku studoval právo a stavbu pevností. Navštěvoval přednášky z matematiky, fyziky a mechaniky.
Po ukončení studií rok cestoval po Anglii a Francii. V listopadu 1625 se vrátil do Magdeburku. V roce 1626 si vzal za manželku dceru radního Margaretu Alemann a stal se úředníkem na magistrátě.
Během třicetileté války byl na čele měšťanů při obraně města proti říšským vojskům, po porážce proto musel utéct. Roku 1631 se Gerricke přidal na stranu Švédů, kteří chtěli Magdeburg osvobodit. Po podepsání míru se vrátil a jménem města vedl dlouhá a komplikovaná diplomatická jednání, která natolik upevnila postavení Magdeburku, že jej vděční měšťané v roce 1646 zvolili starostou města. Přibližně v té době začal výzkumy v oblasti vodních čerpadel a stlačeného vzduchu, které ho později proslavily. Své pokusy předváděl na veřejnosti, aby je vidělo více lidí.
Starostou byl více než třicet let. V letech 1642 až 1663 se jako zástupce města zúčastnil mnoha diplomatických jednání. Na jednání Říšského sněmu v Řezně v roce 1654 předvedl před císařem Ferdinandem III. svůj experiment se dvěma polokoulemi, z nichž vyčerpal vzduch a ukázal, že vzduch má váhu, kterou tlačí na zemský povrch. Tímto experimentem s vakuem byla dokázána existence atmosféry Země. Své poznatky Gerrick publikoval poprvé v roce 1657 v příloze k práci profesora Caspara Schotta Mechanica hydraulico-pneumatica. V roce 1663 dokončil rukopis své práce Experimenta Nova (ut vocantur) Magdeburgica de Vacuo Spatio, ale tiskem byl vydán až v roce 1672 v Amsterdamu.
V roce 1652 (sedm let po smrti své první manželky) se znovu oženil, tentokrát s dcerou svého kolegy Štěpána Lentkeho, Dorotheou.
V roce 1666 byl povýšen do šlechtického stavu, kdy si zvolil i jméno Otto von Guericke. V roce 1676 odmítl ze zdravotních důvodů znovu kandidovat na funkci starosty. V roce 1681 se přestěhoval do Hamburku, kde v roce 1686 zemřel. Na své přání byl pohřben v rodném městě, avšak během napoleonských válek byl hrob zničen.
Město Magdeburg mu v roce 1907 nechalo vybudovat velký pomník poblíž radnice a v roce 2002 byla odhalena velká socha připomínající experiment s polokoulemi. Univerzita v Magdeburgu nese jméno Otto von Guericka.

## Vědecká práce

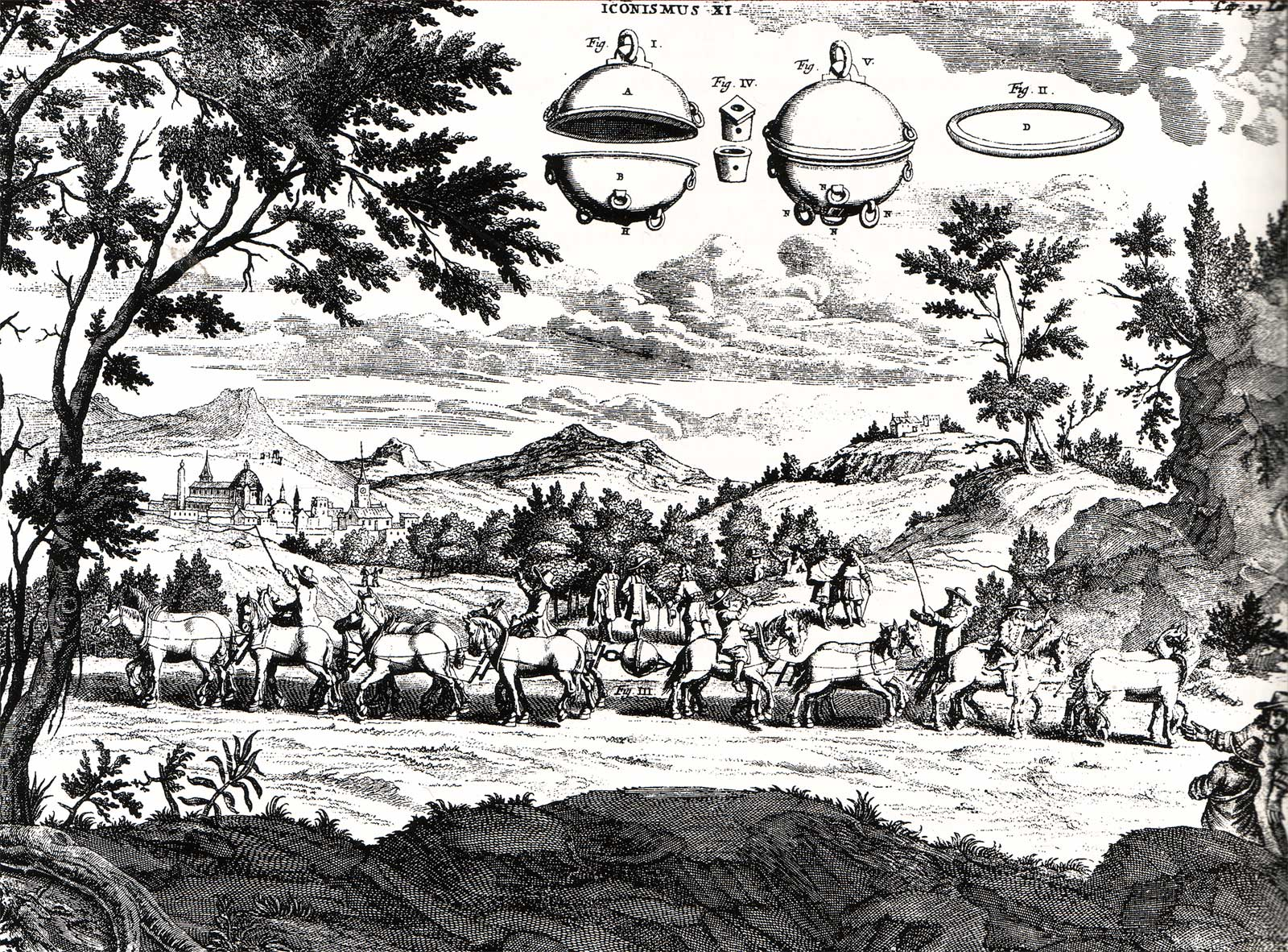
Rytina Guerickova pokusu s polokoulemi

Při svých pokusech zjistil, že při kování se dlouhé železné předměty mohou za určitých podmínek zmagnetizovat. Zkonstruoval první přístroj na získávání elektrických nábojů – byla to koule ze síry, která se při otáčení třela rukou. Sestrojil i vzdušný teploměr a objevil vodní barometr. Pozoroval dokonce i souvislost mezi údaji těchto jednoduchých přístrojů a změnami počasí.
Největší význam měly však jeho výzkumy prázdného prostoru vacua spatio a zdůvodnění vakuové technologie. Objevil a zkonstruoval zařízení (vývěvu) na odčerpávání vzduchu z uzavřených nádob. Pozoroval, že vzduch je potřebný k hoření i pro šíření zvuku. V té době vzbudily největší ohlas jeho tzv. magdeburské pokusy. Spojil dvě kovové polokoule a odčerpal z nich vzduch. Osm párů koní je nedokázalo od sebe odtrhnout. Když však vpustil dovnitř kohoutem vzduch, koule se oddělily bez použití síly. Tyto pokusy vyvrátily Aristotelovo tvrzení, že příroda nesnáší prázdnotu, které bylo dogmatem. Ačkoliv možnost existence vakua – prázdného prostoru – byla zdánlivě mnohokrát vyvrácena v různých filosofických traktátech a scholastických disputacích, Guerickovy pokusy otevřely vědcům oči a umožnily zavrhnout Aristotelovy představy o prostoru a povšimnout si antické atomistické koncepce, ve které byla prázdnota přímo vyžadována pro pohyb hmotných atomů.
Guericke nebyl jen šikovným experimentátorem, ale byl i originálním myslitelem. Svými představami o pokusy a zkušenostmi jako jediným kritériem pravdivosti teorie se zařadil mezi přední představitele vědeckého proudu v Evropě sedmnáctého století, kteří kladli základy experimentálních věd.